# Roda Sport in het seizoen 1956/57
Het seizoen 1956/1957 was het derde jaar in het bestaan van de Kerkraadse betaaldvoetbalclub Roda Sport. De club kwam uit in de Eerste divisie A en eindigde daarin op de 12e plaats. Tevens deed de club mee aan het toernooi om de KNVB Beker, hierin werd in de derde ronde verloren van Fortuna '54 (0–7).

## Wedstrijdstatistieken

### Eerste divisie A
|       | ADO   | Alkmaar '54 | DWS   | Emma  | De Graafschap | Haarlem | Helmondia '55 | HVC   | KFC   | Limburgia | SVV   | De Volewijckers | VSV   | Wageningen | Xerxes |
| ----- | ----- | ----------- | ----- | ----- | ------------- | ------- | ------------- | ----- | ----- | --------- | ----- | --------------- | ----- | ---------- | ------ |
| Thuis | 0 – 1 | 0 – 3       | 1 – 0 | 3 – 1 | 3 – 0         | 1 – 0   | 1 – 1         | 3 – 2 | 1 – 2 | 0 – 1     | 3 – 2 | 4 – 3           | 2 – 2 | 2 – 1      | 2 – 0  |
| Uit   | 2 – 2 | 5 – 2       | 3 – 1 | 2 – 2 | 2 – 0         | 5 – 1   | 2 – 2         | 3 – 2 | 2 – 1 | 4 – 1     | 3 – 2 | 2 – 2           | 3 – 1 | 2 – 3      | 1 – 0  |

### KNVB beker
| 1e ronde                                            | Roda Sport                                                                                   | 7 – 3 (3 – 1) | Miranda                          |
| 26 augustus 1956 Plaats: Kerkrade Jonkerbergstraat  | Bob Jongen –', –', –' Paul Nillessen –', –' Toon Ederveen –', –'                             |               | Boeb Becholtz Vincken Van Wersch |
| 2e ronde                                            | Sittardia                                                                                    | 0 – 1 (0 – 0) | Roda Sport                       |
| 16 september 1956 Plaats: Sittard Sittardia-terrein |                                                                                              |               | 51' Bob Jongen                   |
| 3e ronde                                            | Fortuna '54                                                                                  | 7 – 0 (5 – 0) | Roda Sport                       |
| 26 december 1956 Plaats: Geleen Mauritsstadion      | Jean Munsters 7' Henk Angenent 12', 27' Bart Carlier 37' André Ravestijn Bram Appel 67', 72' |               |                                  |

## Statistieken Roda Sport 1956/1957

### Eindstand Roda Sport in de Nederlandse Eerste divisie A 1956 / 1957
| Stand | Gespeeld | Gewonnen | Gelijk | Verloren | Punten | Doelpunten voor | Doelpunten tegen |
| ----- | -------- | -------- | ------ | -------- | ------ | --------------- | ---------------- |
| 12e   | 30       | 10       | 6      | 14       | 26     | 48              | 60               |

### Topscorers
| #                 | Naam           | Goal |
| ----------------- | -------------- | ---- |
| 1.                | Toon Ederveen  | 14   |
| 2.                | Hens Fischer   | 11   |
| 3.                | Bob Jongen     | 7    |
| 4.                | Paul Nellissen | 5    |
| 5.                | Michel Esser   | 3    |
| 6.                | Gerard Hoenen  | 2    |
| 6.                | Sjef Timmerman | 2    |
| 8.                | Peter Debie    | 1    |
| 8.                | Richard Kikken | 1    |
| 8.                | Edmond Körver  | 1    |
| Onbekend doelpunt |                |      |
| –                 | Onbekend       | 1    |
| Totaal            | Totaal         | 48   |

| #      | Naam           | Goal |
| ------ | -------------- | ---- |
| 1.     | Bob Jongen     | 4    |
| 2.     | Toon Ederveen  | 2    |
| 2.     | Paul Nillessen | 2    |
| Totaal | Totaal         | 8    |